# Isabelle Andréani (cantatrice)
Pour les articles homonymes, voir Isabelle Andréani et Andréani.
Isabelle Andreani, née le 18 février 1923 et morte le 3 juin 2018, est une chanteuse lyrique mezzo-soprano française. Elle est artiste de la troupe de l'Opéra de Paris au milieu des années 1950 puis titulaire de la Carmen de Georges Bizet en 1960, rôle qu’elle a marqué par son interprétation. Retirée de la scène dans les années 1970, elle devient ensuite professeure de chant.

## Biographie
Née à Sari-de-Porto-Vecchio dans le sud de la Corse en 1923, Isabelle Andreani est reçue à l’unanimité au concours d’entrée du Conservatoire de Marseille dans la classe de Jeanne Fourestier.
Selon Opera On Line, elle est « remarquée pour les qualités naturelles de sa voix » et ses « Prix de chant et d’art lyrique » au Conservatoire de Marseille.
Elle est engagée en septembre 1949 à l’Opéra de Marseille par son directeur Michel Leduc dans Rigoletto de Verdi (chanté en français) où elle tient le rôle de Madeleine, et Lakmé de Léo Delibes où elle interprète Malika, dans les deux cas aux côtés de Mado Robin. Elle y chantera régulièrement notamment pour le rôle-titre de Mignon d’Ambroise Thomas, la Charlotte de Werther de Jules Massenet,  Marina dans Boris Godounov de Moussorgski, puis rapidement le rôle-titre de Carmen, son rôle le plus marquant. En 1951 elle y chante Miss Quickly dans le Falstaff de Verdi aux côtés de Marcello Cortis pour le 50ème anniversaire de la mort du compositeur.

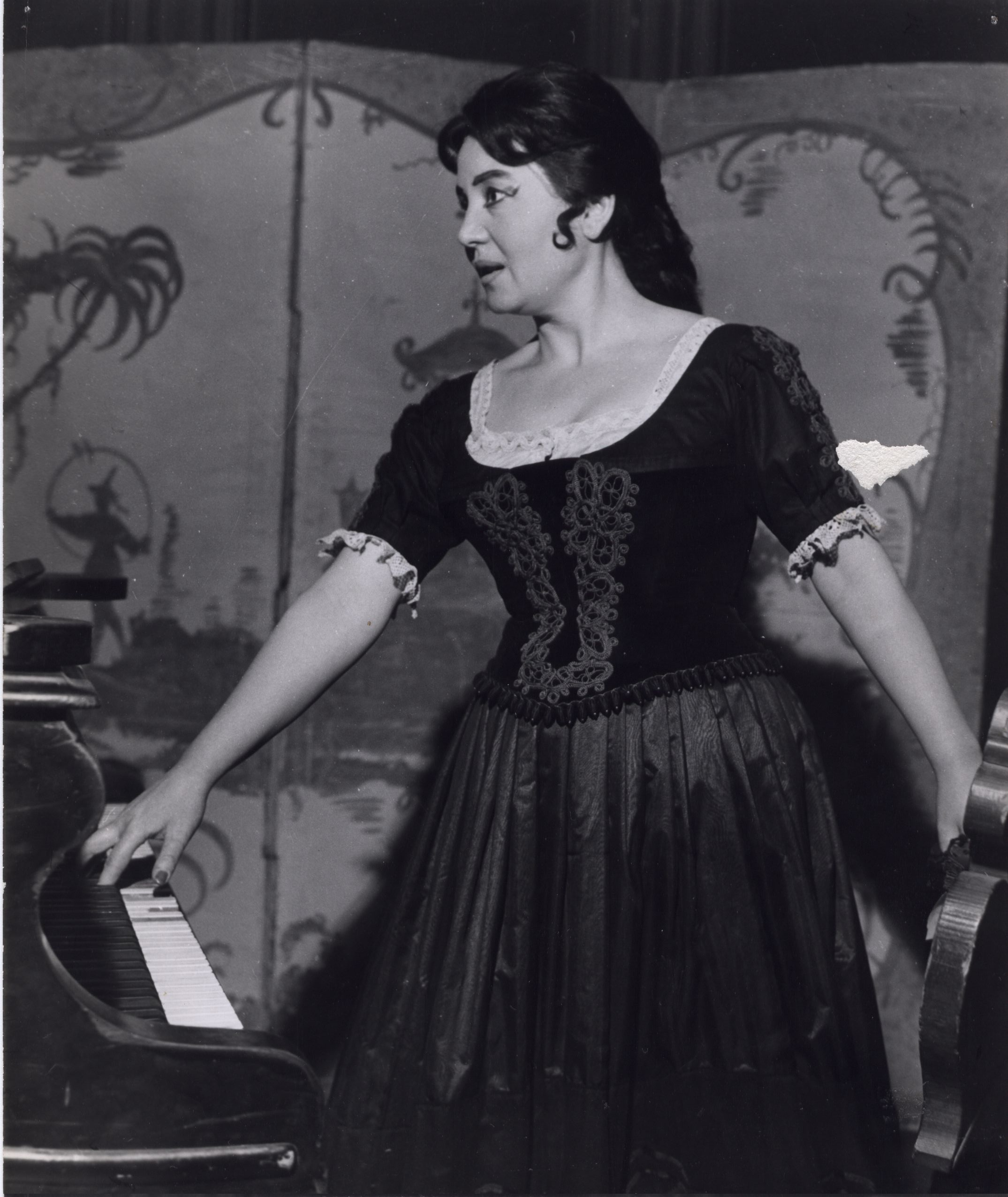
Isabelle Andréani dans Rosine du Barbier de Séville (Rossini).

Elle est soliste à l’ORTF, aux concerts Colonne, Lamoureux et Pasdeloup, et enregistre dès 1955 plusieurs disques dont un disque consacré aux héroïnes de l'Opéra-Comique Charlotte et Mignon sous la direction de Pierre Cruchon, qu'elle épousera.
La soprano Mado Robin l'invite alors à se présenter à la troupe de l’Opéra de Paris. Après une audition, elle y est engagée en 1954 et devient très rapidement titulaire du rôle de Fatima dans Oberon de Weber (de 1954 à 1956 sous la direction d’André Cluytens avec Nicolai Gedda, Régine Crespin, Suzanne Sarroca, Denise Scharley) puis pour le rôle-titre de Carmen dès 1955 qu'elle chante régulièrement en alternance à la salle Favart (Opéra-Comique) notamment avec la Micaela d’Andréa Guiot et le Don José de José Luccioni, sous la direction de Georges Prêtre puis de Pierre Cruchon. En 1956 elle chante au Palais Garnier dans la production de l’opéra Le Chevalier à la rose de Richard Strauss avec Elisabeth Schwarzkopf.

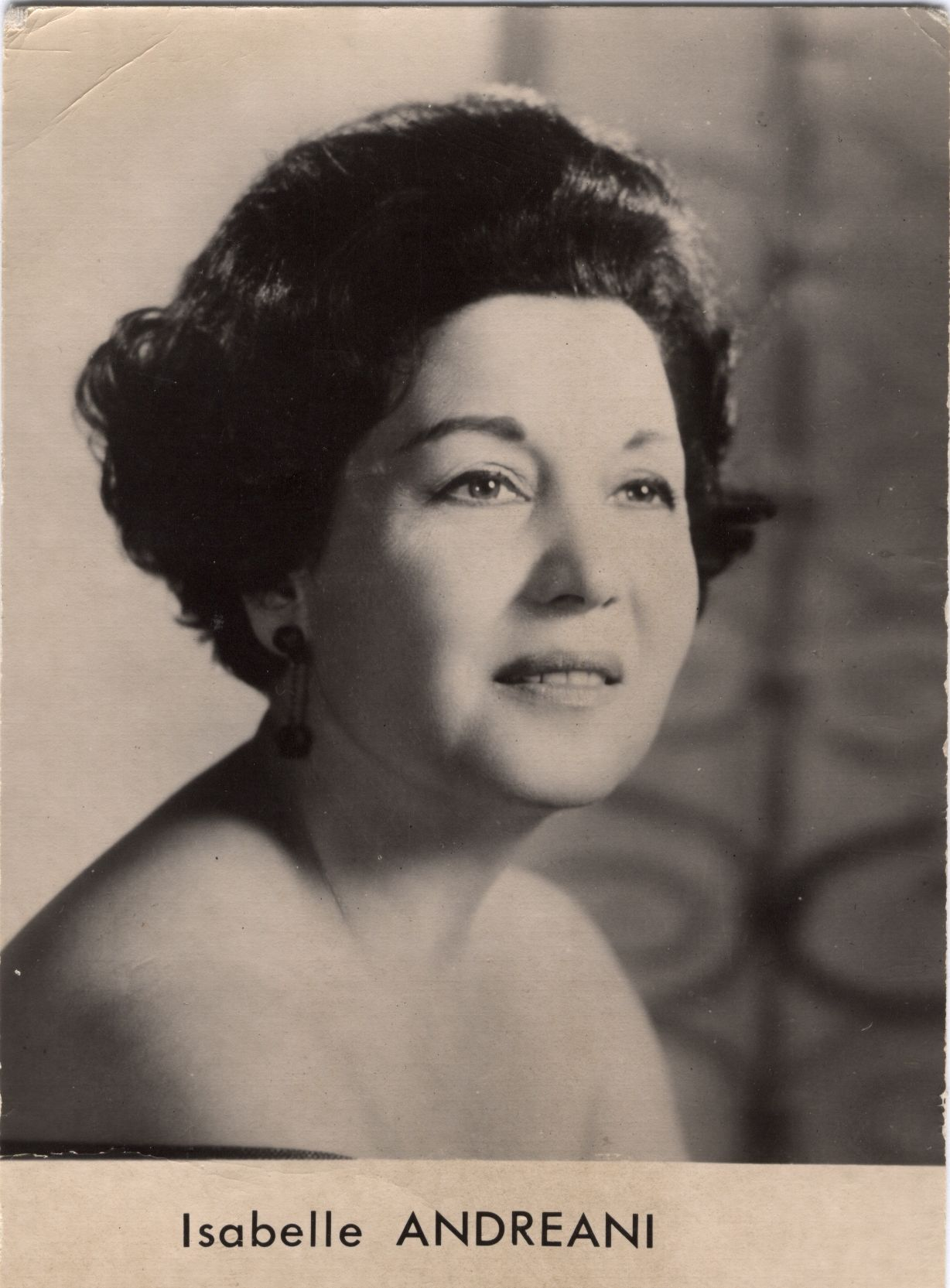
Photo-Carte à dédicacer.

Elle incarne ensuite le rôle de Carmen dans la plupart des opéras de France, et en 1960 à l’opéra de Paris - salle Garnier dans la mise en scène de Raymond Rouleau (production créée en 1959 avec Jane Rhodes et dirigée par Roberto Benzi et qui sera donnée 351 fois à Paris jusqu'en 1970 puis reprise plusieurs centaines de fois en Europe jusqu’au Japon). Isabelle Andreani fait alors la Une du magazine Paris Match. 

Elle interprétera le rôle de la cigarière régulièrement au Palais Garnier dès 1960 en alternance avec Jane Rhodes, Regina Resnik, Francine Arrauzau, Grace Bumbry sous la direction de Louis Fourestier avec des partenaires tels que Gabriel Bacquier ou Paul Finel.
Elle poursuit sa carrière dans des registres divers, tels que Dialogues des carmélites de Francis Poulenc, Les Indes galantes, Zoroastre, Così fan tutte, Eugène Onéguine , Le Barbier de Séville, etc.
« Particulièrement à l’aise dans l’exercice du récital », elle défend le répertoire des mélodies françaises et des Lieder allemands (alors chantés en français) de Schubert, Schumann et Brahms. 
Elle a participé à plusieurs enregistrements de panorama de l’opérette, de la mélodie et de l’opéra aux côtés d’André Mallabrera, Mady Mesplé, Renée Doria, Régine Crespin, Jane Berbié, Michèle Le Bris, Michel Sénéchal, etc.
Après la dissolution de la troupe de l’opéra de Paris (Réunion des théâtres lyriques nationaux) en 1965, Isabelle Andreani s’engage dans une carrière de professeure de chant et d’art lyrique. Elle est nommée au Conservatoire national d’Aix-en-Provence puis à celui de Toulon.

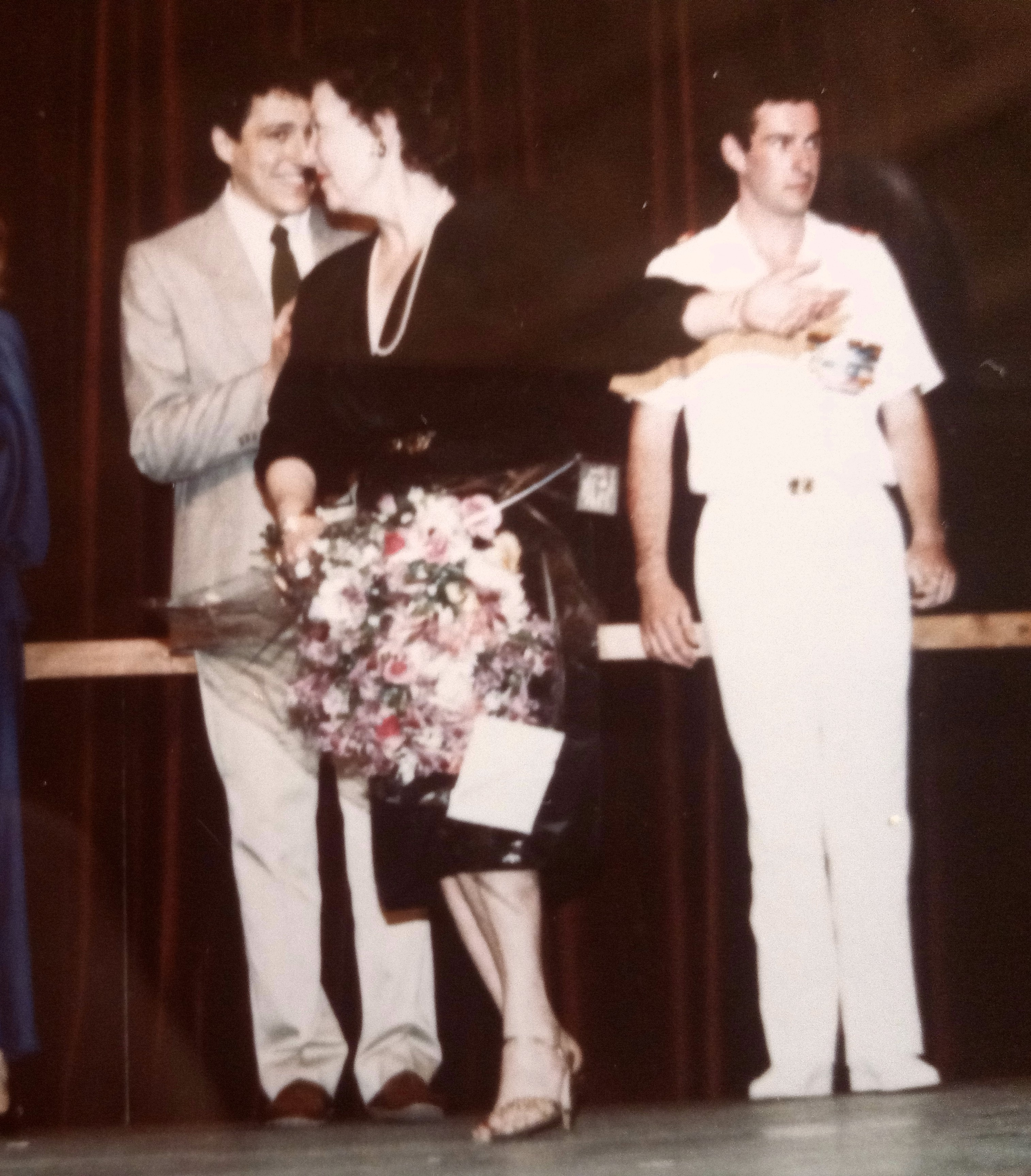
Isabelle Andréani et ses élèves au conservatoire de Toulon, 1982.

Elle intervient alors à Toulon pour des récitals de mélodies et des participations à l’Opéra de Toulon pour les concerts du Conservatoire dirigé alors par Lucien Jean-Baptiste (notamment la Missa Solemnis de Beethoven avec Anne-Marie Rodde).
Elle meurt le 3 juin 2018 à La Garde à l’âge de 95 ans. Une première cérémonie s’est tenue le 6 juin 2018 en la Cathédrale Notre-Dame-de-la-Seds de Toulon, puis en l'église de Pino (Corse) le 7 juin, suivie de l'inhumation au caveau familial.

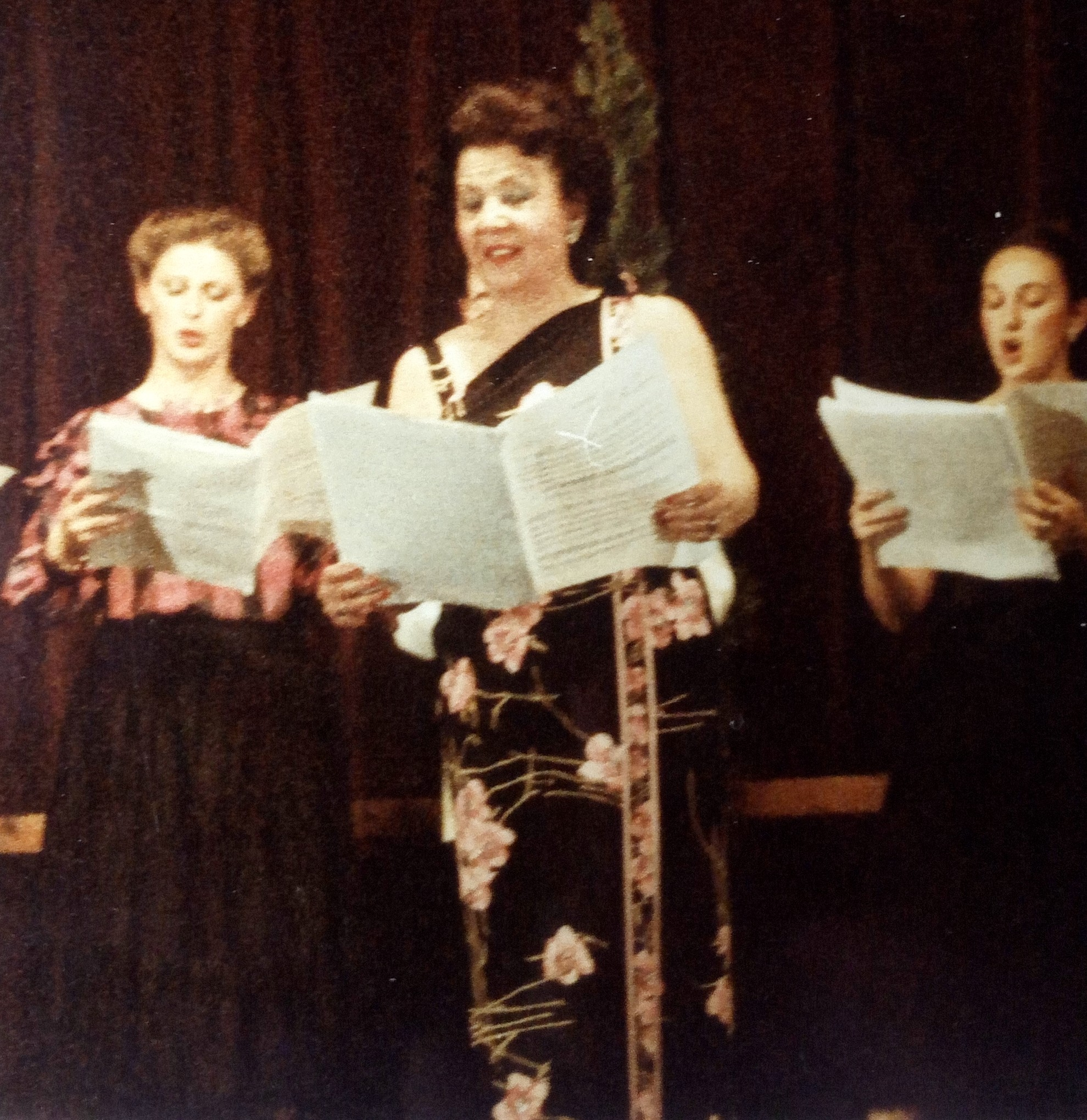
Isabelle Andréani et ses élèves chantent Schubert au conservatoire de Toulon - 1983.

## Discographie
- Du Châtelet à l'opéra : 97 grands moments de l'art lyrique - 8 disques : 33 t, stéréo - Édition : [Paris] : Le Livre de Paris-Hachette , [1977]
- Panorama de l'opérette viennoise - 1 disque : 33 t - Édition : S.l. : s.n. , 1963
- Une soirée à l’opéra-comique - 1 disque : 33 t - Édition : S.l. : s.n. , 1962 (DL)
- Panorama de l'opérette viennoise - 5 disques : 33 t, mono - Édition : Paris : Club National du disque , [1961]
- Panorama de l'opérette française - 5 disques : 33 t, mono - Édition : Paris : Club national du disque , [1960]
- Mignon : Récit et air : "Connais-tu le pays" -1 disque : 45 t - Édition : S.l. : s.n. , 1955 (DL